# Serdiana
Serdiana är en ort och kommun i provinsen Sydsardinien i regionen Sardinien i sydvästra Italien. Kommunen hade 2 673 invånare (2017).